# Roman Alekszandrovics Siskin
Roman Alekszandrovics Siskin (Oroszul: Роман Александрович Шишкин) (Voronyezs, 1987. január 27. –) orosz válogatott labdarúgó, aki jelenleg a Krasznodar játékosa.

## Sikerei, díjai
- Lokomotyiv Moszkva
  - Orosz kupa: 2014–15